# Wilhelmøya

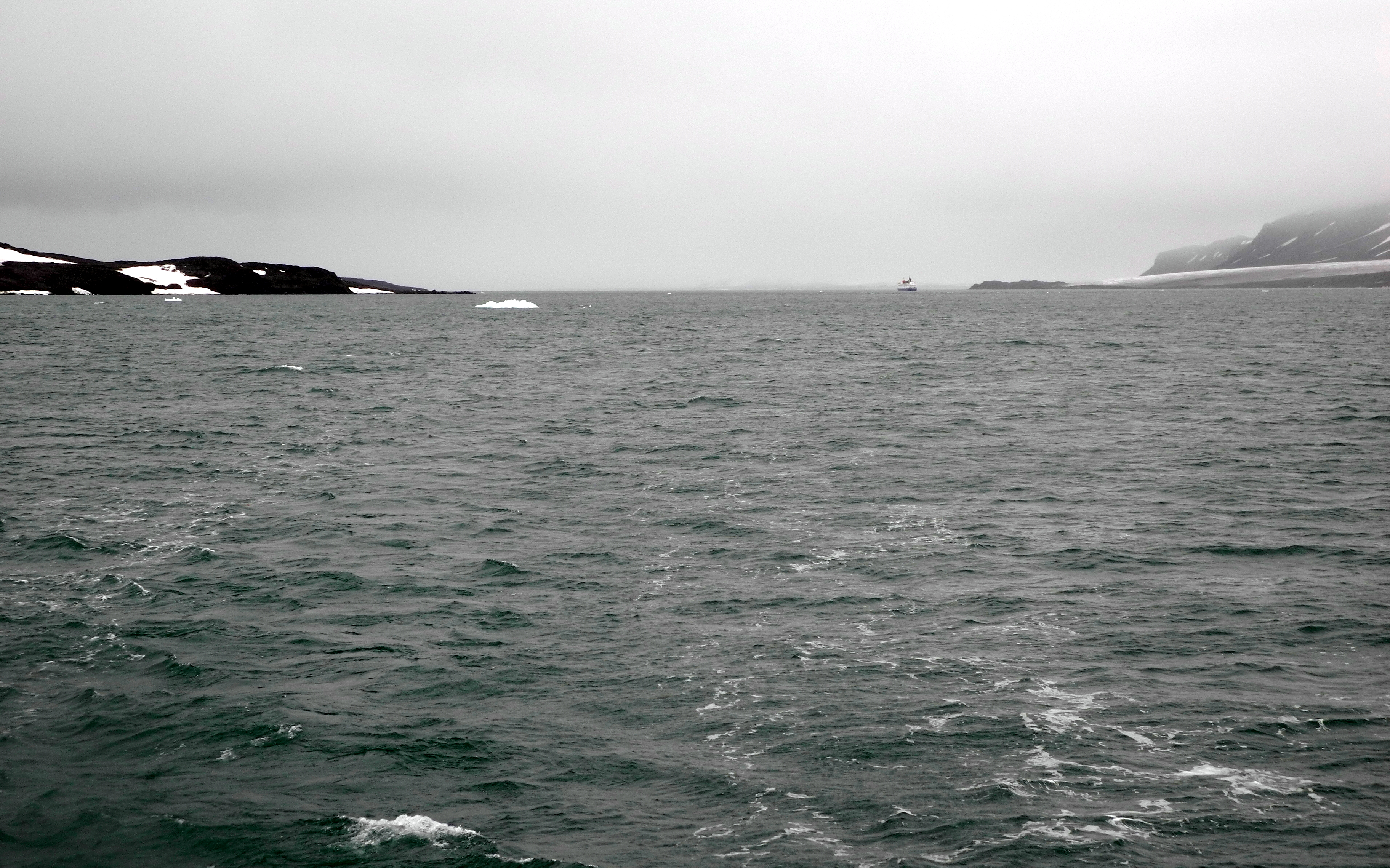
L'île se trouve sur la droite

Wilhelmøya est une île de l'archipel du Svalbard dans la mer de Barents. Elle a une superficie de 120 km2 et est inhabitée. C'est l'île la plus grande du détroit d'Hinlopen.
Elle est ainsi nommée en l'honneur de l'empereur allemand Guillaume Ier